# Tzangion
Lo tzangion, plurale tzangia (in greco antico: τζαγγίον?; IFA: [tsaŋˈgion]), è un tipo di sandalo o stivale, considerato uno dei segni principali della regalità imperiale bizantina. Il termine deriva dal greco "τσαγκάρης/τζαγγάριος" (tsangaris/tzangarios), ovvero "calzolaio", mentre gli artigiani incaricati di produrre i sandali imperiali prendevano il nome di "tzangas" (in greco antico: τζαγγάς).

## Storia
Inizialmente, lo tzangion era un tipo di scarpa elegante ma comune, fin quando, durante il VI secolo, iniziò a essere considerato parte delle regalie imperiali, probabilmente a causa dell'influsso culturale della Persia.
La prima descrizione dell'uso di tzangion come simbolo di regalità sono le cronache relative all'incoronazione di Tzath I a re di Lazica intorno al 522, durante il regno dell'imperatore Giustino I: Tzath venne descritto come vestito alla maniera romana, ma calzava tzangia color porpora decorati con perle "com'è modo dei persiani", piuttosto che i tradizionali coturni romani.
Nel IX secolo, i tzangia color porpora erano ormai definitivamente considerati parte delle insegne imperiali bizantine e il loro uso era riservato a chi deteneva la maestà imperiale, tanto che ribelli e aspiranti al trono gli indossavano come segno della loro rivendicazione.
A metà del XV secolo, i tzangia avevano assunto la forma di stivali alti piuttosto che di sandali, decorati con aquile romane, perle e pietre preziose.
Il loro uso decadde insieme all'Impero bizantino nel 1453, quando il sultano ottomano Mehmed II conquistò Costantinopoli.